# カール・グレーデナー

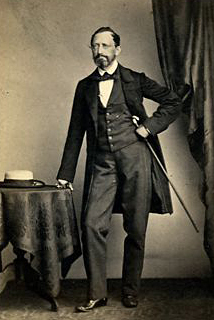

カール・グレーデナー（Karl Graedener, *1812年1月14日 ロストック – †1883年6月10日 ハンブルク）は、ドイツ初期ロマン派の作曲家・音楽教師。

## 生涯
1835年から1838年までヘルシングフォルにおいてチェリストとして活動する。その後10年間キール大学の楽長・音楽監督を務め、1851年にハンブルクに声楽学校を開設し、1861年までその校長を務めた。1862年から1865年まで声楽と音楽理論をウィーン音楽院で指導し、その後は没年までハンブルク音楽院で教鞭を執った。
3つの歌劇のほかに、2つの交響曲、1つのピアノ協奏曲、序曲、ヴァイオリンのためのロマンツェ、室内楽曲、ピアノのための性格的小品集、合唱曲、歌曲などを手懸けた。
息子ヘルマンも作曲家となり、孫ヘルマン(de:Hermann Graedener (Schriftsteller))は文学者になった。